# Arctodiaptomus ulomskyi
Arctodiaptomus ulomskyi is een eenoogkreeftjessoort uit de familie van de Diaptomidae. De wetenschappelijke naam van de soort is voor het eerst geldig gepubliceerd in 1960 door Chechuro.